# Бёрнс, Эдвард (актёр)
Эдвард Фицджеральд Бёрнс (англ. Edward Fitzgerald Burns; род. 29 января 1968, Вудсайд, Куинс, Нью-Йорк) — американский актёр, кинорежиссёр, сценарист и продюсер.

## Биография
Эдвард Бёрнс родился в Нью-Йорке, сын Молли Маккенна, менеджера Федерального агентства, и Эдварда Джей Бёрнса, офицера полиции. Средний из трёх детей (сестра Мэри и брат Брайан, сценарист, режиссёр и продюсер, женатый на сестре Кристи Тарлингтон — Келли) в американской семье с ирландскими корнями. Посещал школу Chaminade High School, после перевёлся в Hewlett High School, после окончания поступил в State University of New York at Oneonta и University at Albany, получил степень по Английскому языку в Хантерском колледже в 1992 году.

## Карьера
Бёрнс начал свою карьеру в киноиндустрии после окончания колледжа в качестве ассистента на съёмках фильма Оливера Стоун «Дорз». Работая мальчиком на побегушках на Entertainment Tonight, он снялся в свободное время в своём собственном первом фильме «Братья МакМаллен», сам выступив режиссёром, продюсером и инвестором. В 1996 году Бёрнс выступил сценаристом, продюсером и актёром в драме «Только она единственная» с Дженнифер Энистон, Камерон Диас и Амандой Пит, как и в драматической комедии «Тротуары Нью-Йорка» в 2001 г.

## Личная жизнь
Женат на супермодели Кристи Тарлингтон, двое детей Грейс (2003) и Финн (2006).

## Фильмография

### Актёрские работы
| Год       |   | Русское название            | Оригинальное название     | Роль                                     |
| --------- | - | --------------------------- | ------------------------- | ---------------------------------------- |
| 1995      | ф | Братья МакМаллен            | The Brothers McMullen     | Барри / Финбар МакМаллен; также режиссёр |
| 1996      | ф | Только она единственная     | She is the One            | Микки Фицпатрик; также режиссёр          |
| 1998      | ф | Не оглядываясь назад        | No Looking Back           | Чарли Райан; также режиссёр              |
| 1998      | ф | Спасти рядового Райана      | Saving Private Ryan       | рядовой Ричард Рейбен                    |
| 2001      | ф | 15 минут славы              | 15 Minutes                | Джордан Варшава                          |
| 2001      | ф | Тротуары Нью-Йорка          | Sidewalks of New York     | Томми Рейли; также режиссёр              |
| 2002      | ф | Летаргия                    | Lethargy                  | клерк в магазине (короткометражка)       |
| 2002      | ф | Жизнь или что-то вроде того | Life or Something Like It | Пит                                      |
| 2002      | ф | День покаяния               | Ash Wednesday             | Фрэнсис Салливан; также режиссёр         |
| 2003      | ф | Афера                       | Confidence                | Джейк Виг                                |
| 2004      | ф | В поисках Китти             | Looking for Kitty         | Джек Стэнтон; также режиссёр             |
| 2005      | с | Уилл и Грейс                | Will & Grace              | Ник                                      |
| 2005      | ф | И грянул гром               | A Sound of Thunder        | Трэвис Рейер                             |
| 2005      | ф | Смерть на реке              | The River King            | Эбел Грей                                |
| 2006      | ф | Мальчишник                  | The Groomsmen             | Поли; также режиссёр                     |
| 2006      | ф | Отпуск по обмену            | The Holiday               | Итан                                     |
| 2007      | ф | Фиолетовые фиалки           | Purple Violets            | Майкл Мёрфи; также режиссёр              |
| 2008      | ф | Один пропущенный звонок     | One Missed Call           | детектив Джек Эндрюс                     |
| 2008      | ф | 27 свадеб                   | 27 Dresses                | Джордж                                   |
| 2009      | ф | Подарок                     | Echelon Conspriracy       | Джон Рид                                 |
| 2006—2009 | с | Красавцы                    | Entourage                 | в роли самого себя                       |
| 2010      | ф | Хороший парень Джонни       | Nice Guy Johnny           | Дядя Терри; также режиссёр               |
| 2012      | ф | На грани                    | Man on a Ledge            | Джек Догерти                             |
| 2012      | ф | Дети сексу не помеха        | Friends with Kids         | Курт                                     |
| 2012      | ф | Я, Алекс Кросс              | Alex Cross                | Томми Кейн                               |
| 2013      | с | Город гангстеров            | Mob City                  | Багси Сигел                              |
| 2015      | с | Общественная мораль         | Public Morals             | Терри Малдун                             |

### Режиссёрские работы
| Год  |   | Русское название        | Оригинальное название | Роль     |
| ---- | - | ----------------------- | --------------------- | -------- |
| 1995 | ф | Братья МакМаллен        | The Brothers McMullen | режиссёр |
| 1996 | ф | Только она единственная | She is the One        | режиссёр |
| 1998 | ф | Не оглядываясь назад    | No Looking Back       | режиссёр |
| 2001 | ф | Тротуары Нью-Йорка      | Sidewalks of New York | режиссёр |
| 2002 | ф | День покаяния           | Ash Wednesday         | режиссёр |
| 2004 | ф | В поисках Китти         | Looking for Kitty     | режиссёр |
| 2006 | ф | Мальчишник              | The Groomsmen         | режиссёр |
| 2007 | ф | Фиолетовые фиалки       | Purple Violets        | режиссёр |
| 2010 | ф | Хороший парень Джонни   | Nice Guy Johnny       | режиссёр |